# Сесьер
Сесье́р (фр. Cessières) — коммуна во Франции, находится в регионе Пикардия. Департамент коммуны — Эна. Входит в состав кантона Лан-1. Округ коммуны — Лан.
Код INSEE коммуны — 02153.

## Население
Население коммуны на 2010 год составляло 470 человек.
| 1962 | 1968 | 1975 | 1982 | 1990 | 1999 | 2010 |
| ---- | ---- | ---- | ---- | ---- | ---- | ---- |
| 255  | 254  | 247  | 288  | 416  | 437  | 470  |

## Экономика
В 2010 году среди 328 человек трудоспособного возраста (15—64 лет) 243 были экономически активными, 85 — неактивными (показатель активности — 74,1 %, в 1999 году было 69,6 %). Из 243 активных жителей работали 223 человека (112 мужчин и 111 женщин), безработных было 20 (13 мужчин и 7 женщин). Среди 85 неактивных 21 человек были учениками или студентами, 44 — пенсионерами, 20 были неактивными по другим причинам.